# Włócznik zielonoczelny
Włócznik zielonoczelny (Doryfera ludovicae) – gatunek małego ptaka z rodziny kolibrowatych (Trochilidae). Występuje w Boliwii, Ekwadorze, Kolumbii, Kostaryce, Panamie, Peru i Wenezueli. Nie jest zagrożony wyginięciem.
Morfologia
Długość ciała: 11–13 cm; masa ciała: 5,1–7,1 g. Dziób długi i prosty o długości 32–34 mm.
Systematyka
Wyróżnia się dwa podgatunki D. ludovicae:
- D. l. veraguensis Salvin, 1867 – Kostaryka, zachodnia Panama
- D. l. ludovicae (Bourcier & Mulsant, 1847) – wschodnia Panama, Kolumbia i zachodnia Wenezuela po północno-zachodnią Boliwię

Biotop
Jego środowiskiem są wilgotne subtropikalne oraz tropikalne lasy mgliste. Występuje głównie w przedziale wysokości 750–2600 m n.p.m.
Status
Międzynarodowa Unia Ochrony Przyrody (IUCN) uznaje włócznika zielonoczelnego za gatunek najmniejszej troski (LC – Least Concern). W 2022 roku organizacja Partners in Flight szacowała, że liczebność populacji mieści się w przedziale 0,5–5 milionów dorosłych osobników. Ze względu na brak dowodów na spadki liczebności bądź istotne zagrożenia dla gatunku BirdLife International uznaje trend liczebności populacji za prawdopodobnie stabilny.